# Jan Silný
Jan Silný (nar. 15. února 1995 Uherské Hradiště) je český fotbalový útočník. Prosadil se jako velmi produktivní střelec v MSFL, v letech 2020–22 hrál za druholigovou Líšeň, odkud ho koupil FK Jablonec. Po dvou letech, které z větší části strávil hostováním jinde, se roku 2024 vrátil do Líšně.
Během prvního angažmá v Líšni se 22. srpna 2021 stal účastníkem incidentu během zápasu s městským rivalem Zbrojovkou, kdy přímo na hřišti zpacifikoval agresivního fanouška soupeře, který kopal do ležícího pořadatele. Na místě byl vyloučen, ale dostalo se mu velké podpory obecenstva a následně bylo uznáno, že se zachoval správně.
Roku 2023 se stal nejlepším střelcem MOL Cupu, zejména díky 11 gólům, které v dresu Prostějova nastřílel v zápase proti Řepištím.
Od roku 2023 hraje také 1. futsalovou ligu za Žabinské Vlky Brno.